# Ana Carolina (album)
Ana Carolina è il primo album in studio della cantautrice brasiliana Ana Carolina, pubblicato nel 1999.

## Tracce
1. Tô saindo – 3:09
2. Algúem me disse – 3:39
3. Nada pra mim – 3:39
4. Trancado – 3:43
5. Armazém – 2:28
6. Garganta – 3:36
7. A canção tocou na hora errada – 4:15
8. Tudo bem – 3:06
9. Agora ou nunca – 4:12
10. O melhor de mim – 3:54
11. Retrato branco e preto – 3:25
12. Perder tempo com você – 3:26
13. O avesso dos ponteiros – 3:50
14. Beatriz – 3:48
15. Tô caindo fora – 3:45